# Karl Gebhart

Karl Gebhart 1912

Karl Gebhart (* 6. Januar 1859 in Lauterecken; † 28. April 1921 ebenda) war ein deutscher Politiker (parteilos; DVP).

## Leben und Wirken
Gebhart wurde als Sohn eines Guts- und Brennereibesitzers geboren. Nach dem Besuch der Volksschule in Lauterecken in den Jahren 1865 und 1872 wurde Gebhart bis 1876 privat unterrichtet. Ergänzend dazu besuchte er von 1872 bis 1873 die Kreisgewerbeschule in Kaiserslautern. Von 1879 bis 1881 gehörte Gebhart dem 2. Bayerischen Jägerbataillon an. Anschließend war er erneut in der Landwirtschaft tätig. 1883 heiratete er. 1884 oder 1886 übernahm er das Gut seiner Eltern, das auch eine Brennerei umfasste.
In den Jahren 1893 bis 1920 amtierte Gebhart als Stadtrat von Lauterecken und als Mitglied des landwirtschaftlichen Bezirksausschusses in Kusel. 1895 gründete Gebhart einen Sterbekassenverein, der schließlich 1100 Mitglieder umfasste, und dessen Vorstand er 1900 übernahm. Ebenfalls ab 1900 war Gebhart stellvertretender Vorsitzender des Vorschutzvereins Lauterecken und Umgebung. 1911 wurde er zum bayerischen Ökonomierat ernannt. Ferner war Gebhart 2. Vorsitzender des landwirtschaftlichen Bezirksvereins Kusel und der pfälzischen Sektion des Bundes der Landwirte. Daneben war er Leiter des Fachorgans Der Pfälzer Bauer, das eine Auflage von 22.000 Exemplaren erreichte.
1903 wurde Gebhart als Kandidat der Freien Vereinigung erstmals Mitglied der bayerischen Abgeordnetenkammer, der er bis zum Zusammenbruch der Monarchie in Deutschland im November 1918 angehören sollte. In den Jahren 1912 bis 1918 war er zudem Abgeordneter des Reichstags in Berlin, in dem er den Wahlkreis Pfalz 5 (Homburg-Kusel) vertrat. 1919/1920 war er auch Bürgermeister von Lauterecken.
Im Januar 1919 wurde Gebhart als Parteiloser in die Weimarer Nationalversammlung gewählt, in der er den Wahlkreis 27 (Pfalz) vertrat. Später wechselte er als Hospitant zur DVP-Fraktion innerhalb der Nationalversammlung. Nachdem er sich endgültig der DVP angeschlossen hatte, wurde Gebhart im Juni 1920 für diese in den ersten Reichstag der Weimarer Republik gewählt, in dem er bis zu seinem Tod im April 1921 den Wahlkreis 30 (Pfalz) vertrat.